# Ehrenliga Saarland 1949-1950
L'edizione 1949-50 dell'Ehrenliga Saarland è stato il secondo campionato di massimo livello della Saarland.

## Classifica finale
|  |     | Ehrenliga Saarland 1948-49  | Pt | G  | V  | N | P  | GF | GS | DR  |
|  | --- | --------------------------- | -- | -- | -- | - | -- | -- | -- | --- |
|  | 1.  | Sportfreunde 05 Saarbrücken | 35 | 22 | 16 | 3 | 3  | 64 | 33 | +31 |
|  | 2.  | Borussia Neunkirchen        | 33 | 22 | 15 | 3 | 4  | 74 | 31 | +43 |
|  | 3.  | Saarbrücken II              | 28 | 22 | 11 | 6 | 5  | 55 | 41 | +14 |
|  | 4.  | Saar 05                     | 25 | 22 | 10 | 5 | 7  | 53 | 43 | +10 |
|  | 5.  | FC Ensdorf                  | 24 | 22 | 10 | 4 | 8  | 56 | 42 | +14 |
|  | 6.  | Röchling Völklingen         | 19 | 22 | 6  | 7 | 9  | 39 | 47 | -8  |
|  | 7.  | Merchweiler                 | 19 | 22 | 7  | 5 | 10 | 32 | 42 | -10 |
|  | 8.  | Mittelbexbach               | 19 | 22 | 7  | 5 | 10 | 34 | 46 | -12 |
|  | 9.  | Homburg                     | 18 | 22 | 6  | 6 | 10 | 26 | 39 | -13 |
|  | 10. | Friedrichsthal              | 17 | 22 | 7  | 3 | 12 | 38 | 60 | -22 |
|  | 11. | Dudweiler                   | 15 | 22 | 5  | 5 | 12 | 37 | 51 | -14 |
|  | 12. | Puttlingen                  | 12 | 22 | 5  | 2 | 15 | 31 | 64 | -33 |

### Verdetti
- Sportfreunde Saarbrücken Campione della Saarland 1949-50.
- Puttlingen retrocesse nel Campionato di Seconda Divisione.

## Record

### Club
- Maggior numero di vittorie:  Sportfreunde 05 Saarbrücken (16)
- Minor numero di sconfitte:   Sportfreunde 05 Saarbrücken (3)
- Migliore attacco:  Borussia Neunkirchen (74 gol fatti)
- Miglior difesa:  Borussia Neunkirchen (31 gol subiti)
- Miglior differenza reti:  Borussia Neunkirchen (+43)
- Maggior numero di pareggi:  Röchling Völklingen[2] (7)
- Minor numero di pareggi: Puttlingen (2)
- Maggior numero di sconfitte: Puttlingen (15)
- Minor numero di vittorie: Dudweiler e Puttlingen (5)
- Peggior attacco:  Homburg (26 gol fatti)
- Peggior difesa: Puttlingen (64 gol subiti)
- Peggior differenza reti: Puttlingen  (-33)